# Festuca eskia
Festuca eskia es una especie endémica de los Pirineos, que solo alcanza 15 cm de alto, pero se extiende hasta 25 cm y forma un atractivo cojín de hojas aciculares erizadas de color verde oscuro. Las cabezuelas florales son delgadas y cabizbajas, salen en verano.

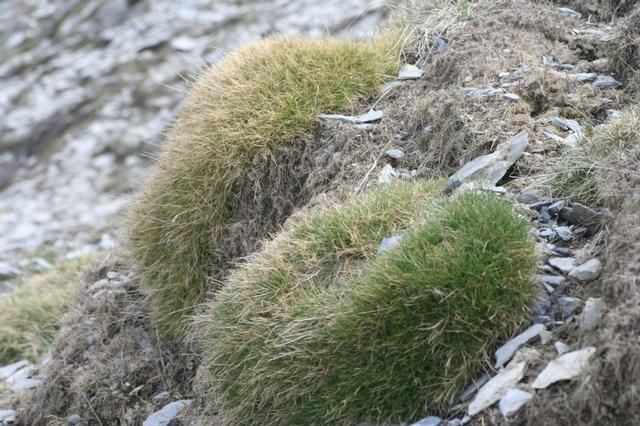
Vista de la planta en su hábitat

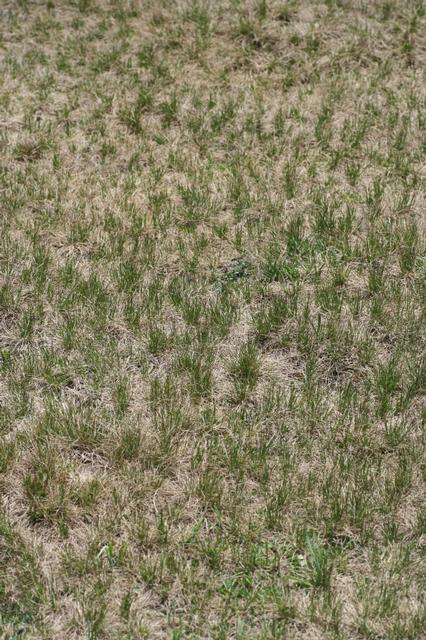
Formando una colonia

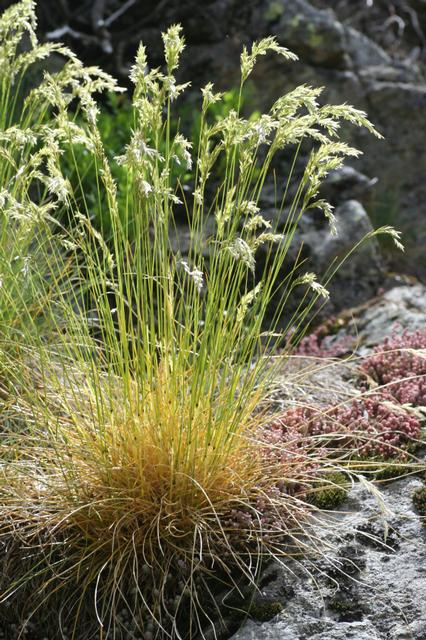
Vista general de la planta

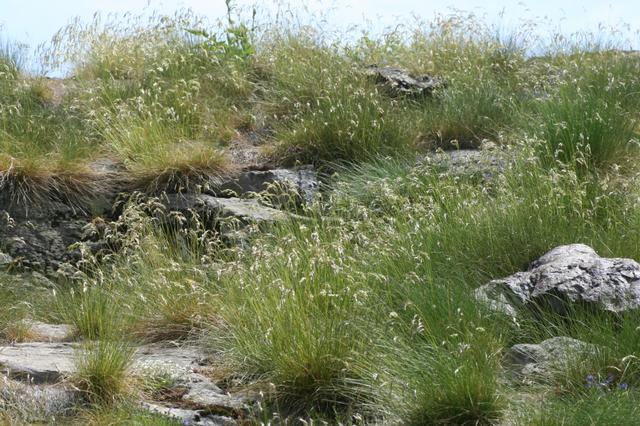
En su hábitat

## Descripción
Esta festuca es una planta vivaz de 20 a 50 cm de alto, cespitosa cuya floración coincide con el verano y la polinización es realizada por el viento.
Sus hojas, de un verde brillante a glaucas, están enrolladas como en los juncos, gruesas (1 a 1,5 mm) y punzantes. Las hojas basales son muy largas, a menudo curvadas, lisas y glabras. Su lígula es muy larga (4 a 7 mm) y a menudo ajada. Las flores son matizadas de verde, de amarillo y de violeta  en panícula, cuyo tallo se fija aisladamente o por binomio. Las espiguillas  son bastante largas (de 8 a 10 mm) y tienen de 5 a 8 flores. Las glumas son desiguales. Las glumelas inferiores son lanceoladas y muy membranosas. Llevan 5 nervios paralelos prolongados por una corta punta o una interrupción. El tronco forma igualmente una multitud de retoños estériles saliendo de las vainas inferiores, este fenómeno se llama « innovación extravaginal ».

### Subespecies, variedades e híbrido
- Festuca eskia subsp. eskia[2]
- Festuca eskia var. eskia[3]
- Festuca eskia var. orientalis 'Nègre'[4]

Festuca eskia se hibrida naturalmente con Festuca gautieri, es necesario estar atento a los caracteres comunes y distintivos para la identificación. Por otra parte, una confusión toma la variedad Festuca eskia var. flavescens Loscos & J.Pardo  por la subespecie Festuca gautieri subsp. scoparia (Hack. & A.Kern.) Kerguélen.

## Distribución geográfica
Festuca eskia es muy común en los Pirineos franceses y  españoles, de donde es un endemismo y en la cordillera Cantábrica. Está presente desde la cima del piso colino al piso alpino, de 500 a 3000 m de altitud. Estas características hacen de ella  una orofita endémica pirenaica.
Exigencias ecológicas
Festuca eskia es una heliófila total. Prefiere suelos ácidos, con pocas bases y muy pocos elementos nutritivos. Está ligada a los limos sean puros, arenosos o guijarrosos. La sílice forma parte de sus preferencias. En cuanto a sus exigencias de agua son bastante reducidas incluso modestas.
Fitosociología
Festuca eskia gusta de las escombreras con   Thlaspi rotundifolium,  los pastos montañosos de Nardus stricta aprovechados por las ovejas. Es igualmente corriente  en los valles con nieve y Salix herbacea, los hayedos y hayedos-abetales abiertos (Luzulo-fagion), los pinares y las landas de Calluna vulgaris,  mirto y rhododendron (Rhododendron-vaccinion) y las landas de enebro rastrero (Juniperion nanae)
Su carácter social crea un biotopo particular,  las praderas de Festucion eskiae:
- En umbría,  son praderas mesófilas silíceas, cerradas, subalpinas y alpinas y depresiones de los Pirineos. Muchas plantas pueblan este biotopo : Arnica montana, Ranunculus pyrenaeus, Selinum pyrenaeum, Trifolium alpinum, Campanula barbata, Campanula scheuchzeri, Gentiana punctata, Gentiana alpina, Pseudorchis albida, Phyteuma betonicifolium.
- En solana,  son praderas abiertas, termófilas, dispuestas en graderío reteniendo las piedras, con escalones casi desnudos en zonas subalpinas superiores y alpinas inferiores de los Pirineos, a veces asociadas con  Carex sempervirens.
- En el Pirineo de Navarra  en los pastizales dominados por la gramínea Festuca eskia a la que acompañan otras especies acidófilas de alta montaña como el junco Juncus trifidus y el regaliz de montaña Trifolium alpinum aparecen también Festuca microphylla subsp. nigrescens, Agrostis capillaris, Helictotrichon sedenense, Campanula ficarioides,  Alchemilla plicatula.[8]
- En el Pirineo de Cataluña en el Parque Nacional de Aigüestortes y Estany de Sant Maurici Festuca eskia es una de las plantas más abundantes del Parque. Domina extensos pastizales en diversos ambientes de la alta montaña, siempre sobre substratos ácidos. Suele estar acompañada también del regaliz de montaña (Trifolium alpinum), el cervuno (Nardus stricta), Campanula scheuchzeri, Gentiana alpina y el ranúnculo del Pirineo (Ranunculus pyrenaeus).[9]
- En Aragón en el Parque Nacional de Ordesa y Monte Perdido los pastos densos acidófilos de Festuca eskia (Carici pseudotristis-Festucetum eskiae,Festución eskiae). Se trata de pastos densos netamente subalpinos, dominados por las macollas verde oscuras de Festuca eskia más Carex sempervirens subsp. pseudotristis y Luzula nutans, acompañados de un buen puñado de plantas de Nardion como Nardus stricta, Trifolium alpinum o Plantago alpina. Se establecen sobre distintos tipos de suelo calizo que se acidifica, por lo que se ven enriquecidos por especies de los pastos pedregosos vicinantes de Elyno-Seslerietea, como Erigeron alpinus, Carduus carlinifolius subsp. carlinifolius, Myosotis alpestris, etc. Son claramente distintos de los típicos pastos en graderío, pobres en especies, sometidos a procesos de crioturbación y solifluxión, de solanas inclinadas sobre sustrato silíceo. Dichas formaciones se hallan en la montaña silícea periférica: cabecera del Ara y La Munia. Creemos que buena parte de los pastos de F. eskia sobre calizas, sobre todo los de zonas menos secas y más innivadas, pueden relacionarse con el descenso de la presión ganadera –en especial equina–sobre los pastos de Nardion, lo que permitiría la colonización de dicha gramínea, poco apetecida por vacas y ovejas. En la montaña silícea sería diferente, pues tendríansu origen los pinares con rododendro (Rhododendro-Pinetum) y sus matorrales de ericáceas de sustitución degradados.[10]
- En la Cordillera Cantábrica a Festuca eskia acompañan Luzula caespitosa,   Agrostis tileni y Thymelaea dendrobryum etc.[11]

Estos hábitats son lugares privilegiados para las víboras que se reguardan a menudo debajo  de las grandes matas, lo que crea terrenos de caza interesantes para las numerosas rapaces de  montaña.
Hongo endófito
Un estudio llevado a cabo por el INRA ha mostrado que existía en Festuca eskia un gradiente de infestacion por un hongo endófito en relación con la tolerancia a la sequía que procura a la planta, su frecuencia disminuye según se progresa hacía el Atlántico. Este endofito podría revelarse como una ventaja para la revegetalización de zonas muy secas como las escombreras. En efecto, este hongo, utilizado para acrecentar la tolerancia al  estrés de las festucas y ray-grass, es ampliamente utilizado para aumentar el éxito  de la implantación y la duración de las praderas sembradas  en los  Estados Unidos, en Nueva Zelanda y en Australia.

## Interés comunitario
La alianza de Festución eskiae figura en la lista de hábitats de interés comunitario europeo. Sin embargo, aunque esta asociación presenta cortejos  florísticos a veces ricos, es a menudo pobre y está desprovista de especies patrimoniales. Además, los pastizales con fuerte presencia de Festuca eskia  tienen un valor pastoral débil, por ser poco apetecidos. No obstante, J.P. Jouglet recuerda que estas praderas ocupan a menudo una superficie importante y pueden, por este hecho, representar una parte importante del  forraje de la unidad pastoral. A título indicativo, J.P. Jouglet propone para los pastos veraniegos de Festuca eskia un cargamento  animal de 65 a 80 bovinos/día/ha frente a 80 - 160 ovinos/día/ha.

## Taxonomía
Festuca eskia fue descrita por Ramond ex DC. y publicado en Flore Française. Troisième Édition 3: 52. 1805.
Citología
Número de cromosomas de Festuca eskia (Fam. Gramineae) y táxones infraespecíficos: n=7; 2n=14
Etimología
Festuca: nombre genérico que deriva del latín y significa tallo o brizna de paja, también el nombre de una mala hierba entre la cebada.
eskia: epíteto
Sinonimia
- Festuca scoparia
- Festuca crinum-ursi Ramond ex Schrad.
- Festuca pumila subsp. eskia (DC.) Litard.
- Festuca souliei St.-Yves
- Festuca varia subsp. eskia (Ramond ex DC.) Hack.
- Schedonorus eskia (DC.) P.Beauv.[19][20]